# Aphonoides aequatori
Aphonoides aequatori är en insektsart som beskrevs av Andrej Vasiljevitj Gorochov 2007. Aphonoides aequatori ingår i släktet Aphonoides och familjen syrsor. Inga underarter finns listade i Catalogue of Life.